# Gunung Sekar
Gunung Sekar is een bestuurslaag in het regentschap Sampang van de provincie Oost-Java, Indonesië. Gunung Sekar telt 16.352 inwoners (volkstelling 2010).